# Jan Czam
Jan Czam z Luxemburku byl 26. proboštem litoměřické kapituly sv. Štěpána v letech 1407–1415.

## Život
Probošt Jan Czam byl cizincem, jak naznačuje jeho jméno a také používaný přídomek „z Luxemburku“. Dokumenty o tomto proboštovi jsou jen velice torzovité, takže nelze blíže poznat období jeho činnosti na proboštství v Litoměřicích. Jisté je, že Jan Czam přišel do Čech již dříve. Jako první jeho obročí se uvádí funkce kanovníka-kustoda vyšehradské kapituly. Zde brzy povýšil na kapitulního děkana vyšehradského Dá se předkládat, že litoměřickým proboštem se stal po smrti probošta Viléma Zajíce z Házmburku na konci roku 1406. Jmenování Jana Czama litoměřickým proboštem potvrzuje jeho konfirmace arcibiskupským oficiálem dne 18. ledna 1407.
Blíže neznámý duchovní Mikuláš Predler z Kouřimi daroval litoměřickému proboštství vinici pod kaplí svatého Mikuláše při cestě na Radobýl. Jan Czam měl však ještě v době, kdy sloužil na Vyšehradě jako kapitulní děkan, mnohé spory a byl dokonce obviněn, že hodnost získal protiprávně. Tehdy rezignoval na svou funkci, dostal však od papeže Bonifáce IX. (1389–1404) dne 15. ledna 1401 indult (poshovení), aby počkal, než bude právoplatně nově dosazen jako kapitulní děkan. Když se Czam stal litoměřickým proboštem, obviňovalo ho více vyšehradských vikářů z trestných činů, které však 7. března 1407 arcibiskupský pražský soud v čele s proboštem Václavem prohlásil za urážku na cti a žaloba byla proto zamítnuta. Zdá se víc než jisté, že Jan Czam byl muž, který těžko vycházel jak s duchovními, tak i s měšťany a poddanými. Dosvědčuje to například spor s některými měšťany a rybáři z Litoměřic. Bohužel není znám důvod sporu, ale měšťané a poddaní byli obžaloby zproštěni.
Spory měl probošt i se členy vyšehradské kapituly. Dlouhotrvající spor vedl o tzv. obedience (slib poslušnosti) v Pokraticích a Žitenicích. Spor byl ukončen až 6. června 1411 jmenovaným soudním rozhodčím Mikulášem Ubaldinim, arcijáhnem z Přerova. V následujícím roce bylo nově upravenou listinou rozhodnuto, podle starší listiny téhož typu sporu, prohusitskému vikáři nově upravit jeho postavení. Obdržel právo, že v chóru může sedět hned za kanovníky u volného stolu. Má právo držet sluhu a proboštského koně, desátek z Křešic a každoročně obdrží dvě kopy grošů. Probošt Czam využil proboštského jména na prezentaci jmenováním pro farnosti Slatinu a plebánii v klášterním kostele (není blíže jmenován) v Litoměřicích roku 1408, pro kostel sv. Jana Křtitele 1413, Zlatníky 1414, Křešice 1415 aj. Kdy probošt Czam zemřel či odešel, není z dokumentů známo.